# Landkreis Südwestpfalz
Landkreis Südwestpfalz – powiat w niemieckim kraju związkowym Nadrenia-Palatynat. Siedzibą powiatu jest miasto Pirmasens.

## Podział administracyjny
Powiat składa się z:
- siedmiu gmin związkowych (Verbandsgemeinde)

Gminy związkowe:
| Lp. | Nazwa gminy związkowej     | Ludność (31.12.2010) | Powierzchnia km² | Liczba gmin |
| --- | -------------------------- | -------------------- | ---------------- | ----------- |
| 1   | Dahner Felsenland          | 14.908               | 215,59           | 15          |
| 2   | Hauenstein                 | 8.977                | 109,90           | 8           |
| 3   | Pirmasens-Land             | 12.526               | 143,03           | 10          |
| 4   | Rodalben                   | 14.794               | 123,60           | 6           |
| 5   | Thaleischweiler-Wallhalben | 18.387               | 142,54           | 20          |
| 6   | Waldfischbach-Burgalben    | 12.544               | 94,22            | 8           |
| 7   | Zweibrücken-Land           | 16,751               | 112,62           | 17          |

## Sąsiadujące powiaty
- powiat Kaiserslautern
- miasto Kaiserslautern
- powiat Bad Dürkheim
- Landkreis Südliche Weinstraße
- miasto Pirmasens
- miasto Zweibrücken